# Bactrocera gnetum
Bactrocera gnetum är en tvåvingeart som beskrevs av Drew och Albany Hancock 1995. Bactrocera gnetum ingår i släktet Bactrocera och familjen borrflugor.
Artens utbredningsområde är Fiji. Inga underarter finns listade.